# Semiothisa fasciata
Semiothisa fasciata là một loài bướm đêm trong họ Geometridae.